# باليستيير خالسا
نادي باليستيير خالسا لكرة القدم نادي كرة قدم سنغافوري يلعب في دوري الدرجة الممتازة.

## إنجازات وبطولات الفريق
- كأس الدوري السنغافوري: 2013
- كأس سنغافورة: 2014 [2]